# Brémoy
Brémoy är en kommun i departementet Calvados i regionen Normandie i norra Frankrike. Kommunen ligger i kantonen Aunay-sur-Odon som ligger i arrondissementet Vire. År 2022 hade Brémoy 257 invånare.

## Befolkningsutveckling
Antalet invånare i kommunen Brémoy
Referens: INSEE